# Tommy Forster
Thomas Forster  (tháng 4 năm 1894 - 6 tháng 2 năm 1955) là một cầu thủ bóng đá người Anh. Ông thường thi đấu ở vị trí hậu vệ. Ông sinh ra ở Northwich, Cheshire, thi đấu cho Manchester United và Northwich Victoria.